# 槍神 (電視劇)
《槍神》，香港亞洲電視1993年製作的劇集，全劇共20集，由呂頌賢、萬綺雯領銜主演，監製為陳宇超。
本劇曾在2008年於中國中央電視台懷舊劇場頻道重播，亦曾在2010年12月14日至2011年1月12日逢星期二至六深宵時段於本港台重播。

## 內容簡介
「槍神」是一套創新的警匪武俠劇，以「槍」為主題。全劇用武俠劇的手法拍攝，打破一般警匪片的框框，更引入先進的電腦器材，將槍戰場面通過動畫持技出神入化地表現出來，帶領觀眾進入槍戰的動感世界。

## 梗概
该剧讲述出身警察世家的尹平安的兄弟尹明扬被杀手杀害，他怀疑自己心仪的女子是杀兄仇人而心中困扰不已，在爱情与报仇间艰难抉择。

## 剧情簡介
出身警察世家的尹平安為人懶散，他的兄弟尹名揚是警界神槍手，奪“金槍”之譽，卻不幸在一次追捕黑社會兩大集團的混戰中中槍慘死，名揚之友方正左手受傷致殘，後其苦練右手，終回復當年槍法，並暗中追查殺害明揚之凶手。尹平安調至其兄生前駐守的警局，方正暗中授其槍法，使其槍法大進。同時，平安在一次辦案中結識敖明，二人墜入愛河，當平安查出敖明是殺手，且懷疑其是殺兄仇人時心中困擾不已。
正當平安在愛情與報仇間作一抉擇之際，方正查出尹名揚之死與警司有關而遭滅口，敖明的安危受到威脅，平安毅然拿起金槍，連番槍戰立即爆發。

## 演員表

### 尹家
| 演員      | 角色   | 暱稱/關係 |
| 關偉倫    | 尹 父  | 尹名揚、尹平安之父 英勇警員 已殉職 |
| 梁 珊     | 尹 母  | 珠女 退休女警 尹名揚、尹平安之母 |
| -（童年） | 尹名揚 | CID高級督察，在第1集收到升職總督察的通知信前，未及就任總督察便已殉職 神槍手 為人嚴肅 尹平安之孿生哥哥 方正之好友 對陳小明（即敖明）一見鍾情 於第1集在破案行動中被李中光槍殺殉職 （原型：中村）                                                                             |
| 呂頌賢    | 尹名揚 | CID高級督察，在第1集收到升職總督察的通知信前，未及就任總督察便已殉職 神槍手 為人嚴肅 尹平安之孿生哥哥 方正之好友 對陳小明（即敖明）一見鍾情 於第1集在破案行動中被李中光槍殺殉職 （原型：中村）                                                                             |
| -（童年） | 尹平安 | CID見習/署理督察，後升職為督察，於第20集升職為警司 為人滑頭、吊兒郎當 身手敏捷，可惜因兒時練槍不慎打中二叔公腳趾，留下陰影，導至槍法笨拙，後受眾人鼓勵而逐漸開竅 尹名揚之孿生弟弟 方正之好友 喜欢陳小明，中期成多为情侣，卻不知敖明的身份，最後與其結婚生子 （原型：孟波） |
| 呂頌賢    | 尹平安 | CID見習/署理督察，後升職為督察，於第20集升職為警司 為人滑頭、吊兒郎當 身手敏捷，可惜因兒時練槍不慎打中二叔公腳趾，留下陰影，導至槍法笨拙，後受眾人鼓勵而逐漸開竅 尹名揚之孿生弟弟 方正之好友 喜欢陳小明，中期成多为情侣，卻不知敖明的身份，最後與其結婚生子 （原型：孟波） |

### 敖家
| 演員      | 角色              | 暱稱/關係 |
| 徐二牛    | 敖 天             | 職業殺手 敖明之父 李中光（敖中光）之二叔 於第18集死於李中光槍下 |
| -（童年） | 敖 明/陳小明/Lulu | 職業殺手，有“三不殺”（一不殺婦孺、二不殺無還手之力的人、三不殺好人）原则 敖天之女 以陳小明身份作掩飾 對尹名揚一見鍾情 被尹平安單戀，後生情愫 於第20集中槍後墜崖身亡（實為眾人幫助其脱身的佈局，後以Lulu身份與尹平安結婚生子） |
| 萬綺雯    | 敖 明/陳小明/Lulu | 職業殺手，有“三不殺”（一不殺婦孺、二不殺無還手之力的人、三不殺好人）原则 敖天之女 以陳小明身份作掩飾 對尹名揚一見鍾情 被尹平安單戀，後生情愫 於第20集中槍後墜崖身亡（實為眾人幫助其脱身的佈局，後以Lulu身份與尹平安結婚生子） |

### 警署
| 演員   | 角色          | 暱稱/關係 |
| 李 岡  | 張Sir         | 警司(肩銜錯誤成總督察) |
| 郭 峰  | 李中光/敖中光 | 高級警司，曾為職業殺手，後身份敗露 敖天之姪子，敖明之堂兄 文俊之父 於第1集殺死尹名揚 於第20集入獄 |
| 黃樹棠 | 卓不凡        | 綽号“七成先生”、自命“身手不凡”、牛精凡 CID督察 尹名揚之前下屬 尹平安、林寶堅、胡 軍之上司 |
| 胡渭康 | 戚保羅        | Paul CID高級督察 先後敵視尹名揚、尹平安 好邀功 於第20集被調職為警犬練訓員 |
| 吳毅將 | 方 正         | 警方卧底→線人→CID督察→CID高級督察→警司 原為左手神槍手，於第1集左手被槍擊斷手筋而槍法盡失，後來經苦訓右手開槍後重新成為右手神槍手 尹名揚、尹平安之好友 袁家麗之男友，於第20集成為其夫 於第1集因私自行動導致尹名揚殉職，復職無望 於第20集成功復職，升职警司並代替威保羅職務 |
| 駱達華 | 林寶堅        | CID警員、兼职带貨 尹名揚之前下屬 尹平安、胡 軍之同袍 喜欢何小月 |
| 陳錦鴻 | 胡 軍         | CID警員 潮州人，由內地來港 為人敦厚正直 因年幼時掉下床而有畏高症，於第6集刻服 尹平安之同袍 視尹平安為偶像 暗戀Wasabi，後為其男友 於第20集即5年後成為督察 |
| 韋家雄 | Ricky         | CID警員 先後直屬於、尹名揚、卓不凡,後轉屬戚保羅，第20集轉屬方正 常向戚保羅拍馬屁 |
| 戴耀明 | Ben           | CID警員 直屬於戚保羅，常向其拍馬屁，第20集轉屬方正 |
| 吳羨兒 | May           | CID警員 常向尹平安放電，又對戚保羅投懷送抱，第20集轉屬方正 |

### 楊家
| 演員   | 角色   | 暱稱/關係 |
| 秦 沛  | 楊近東 | 東叔 槍房總管，警局中深藏不漏的高手，训练尹平安枪法。 Wasabi之祖父 |
| 王艷娜 | Wasabi | 在警署飯堂兼職，並立志一到十八歲成年便投考女警，而每當警局有新同事入職便假裝自己是女警 楊近東之孫女 先後傾慕尹名揚、尹平安 胡軍之暗戀對象，後為其女友 於第20集即5年後已成為真正的女警 |

### 其他演員
- 劉錦玲 飾 何小月(女殺手；因一次行动被敖明所救后一直崇拜敖明，并且隐瞒身份接近敖明。)
- 何美婷 飾 袁家麗（“啡色地带”老板娘；方正之女友，第20集成為其妻）
- 郭耀明 飾 Ben（省港旗兵；关宝玲之兄；葉志歡手下）
- 黃允材 飾 洪　貴
- 羅　烈 飾 炳　爺
- 曾守明 飾 葉志歡（潮尾人；省港旗兵）
- 陳綺明 飾 关宝玲（Ben之妹；葉志歡舊情人）
- 嘉　俊 飾 王安迪手下
- 司馬華龍 饰 王安迪
- 米　奇 饰 李　財
- 寶珮如 饰 Baby Bo（愛心會宣道員；原型：情人）
- 鄧佩茜
- 吳廷燁
- 鄭恕峰[註 1] 飾 賀　龍/譚　亨
- 劉宗基 飾 賀　虎
- 曾偉明
- 劉國武
- 黃振輝
- 冼灝英 饰 黄　森
- 梁錦燊 饰 关世豪
- 施　明 饰 关世豪妻
- 鄒偉倫 饰 关世豪手下
- 吳曼麗 饰 Peter女友
- 洪詠森 饰 Peter
- 陳家偉 饰 Peter友人
- 甘　山 饰 成　叔
- 楊菁菁 饰 英　爺
- 馮　國 饰 王　泰
- 仲　煒 饰 青　龍（英爺手下）
- 佘文炳
- 陳　東
- 盧希莱 饰 張美蓮
- 煒　烈 飾 陳一飛
- 石中玉
- 李陽春
- 劉　準 饰 議　員
- 陳劍雲 饰 神經漢
- 顏瑞春 饰 採訪員
- 周兆麟
- 曾贊安
- 邱展鹏
- 梁俊傑[註 2] 饰 文　俊（李中光之子）
- 陳鳳冰[註 3]
- 黃志榮[註 4] 飾 巡　警/貴　利
- 計祥龍[註 5]
- 洪志强[註 6] 飾 炳爺手下
- 紀保羅[註 7] 饰 警　司
- 日本仔[註 8] 饰 警　司

## 外景
- 清水灣製片廠
- 歡樂小天地
- 大上海飯店
- 栢麗購物大道
- 星光珠寶金行
- 慕尼黑酒吧
- 深水埗元州街龍鳳大廈
- 興偉海產凍房公司
- 惠康超級市場
- 沙田體育會
- 富華大排檔
- 銅鑼灣廣場
- Adams Parking
- 花園道
- 皇后大道中
- 置地廣塲
- 雪廠街都爹利街[註 9]
- 梳士巴利道尖沙咀海濱公園、南洋中心、新世界中心&麗晶酒店及度假村(現K11)、半島酒店、香港太空館
- 民生書院
- 城門河敦煌畫舫（現水中天，亞視常用取景地點）
- 啟德皇家空軍基地（現香港浸會大學視覺藝術院）
- 九龍塘金巴倫道
- 九龍仔慕禮道
- 太平山
- 飛鵝山

## 音樂
黎明歌曲《今夜你會不會來》
張學友歌曲《祗願一生愛一人》
葉倩文歌曲《焚心以火》
林子祥歌曲《男兒當自強》
袁麗嫦歌曲《星仔走天涯》

## 配樂
Tangerine Dream《Pick Up at High Noon》
Tangerine Dream《She's My Sister》
Joe Satriani《Hill of the Skull》
Hans Zimmer《Wedding Bells》
川村榮二《回想》
川村榮二《本編未使用曲Ⅶ》
川村榮二《RED Stranger》
Mark Isham《Start With Fashion》
Apricot Systematic《ProgramⅢ(シンフォニーうる星やつら~回想~)》
日本群星《木洩れ陽の公園》
川井憲次《向かうところ敵なし 日々野ひかる》
川井憲次《うたたね》  
川井憲次《L no Higeki》
川井憲次《片想い》
川井憲次《恋の予感》   
川井憲次《悪女の招待状》
葉山宏治《Boiling with Rage》 
星勝《こだわり》
田中公平《Omoshiro Majikaru Shiyouze》
田中公平《仰げば尊し》
田中公平《Daichi, Gasu soshite Rabi》
神思者《蜉蝣 Kagero》
Eric Serra《A Smile》
Eric Serra《I Am On Duty !》
神林早人《Kibo no Tabidachi》
大森俊之《tears》
黃霑《傲氣傲笑萬重浪（終曲）》
渡辺博也《黄金光流(ソーマ)》
坂本龍一《Grace In Hospital》
有澤孝紀《Darekaga Nerawareteiru》
有澤孝紀《夕暮れ時和妖魔の予感1》
有澤孝紀《夕暮れ時は妖魔の予感2》
久石讓《真紅の翼「紅の豚」より》

## 影碟發行
以下所有影碟發行均由亞洲電視授權：
中國發行代理商半島音像出版社於2003年12月2日推出發行了《槍神》(20集) (中國版)VCD影碟零售版本，此影碟將已播放的集數並製作成20隻碟，國語發音，不提供字幕。

## 軼事
- 劉錦玲原為本劇女主角之一，後因電影檔期問題，而改為客串性質。
- 本劇是陳錦鴻自1990年加入亞視所拍的最後一部劇集，之後便過檔無線。
- 本劇的一眾演員呂頌賢、萬綺雯、陳錦鴻、劉錦玲、吳毅將、駱達華、韋家雄、戴耀明、郭　峰、秦沛、冼灝英、寶珮如、胡渭康、吳廷燁、曾守明、李　岡、關偉倫、郭耀明、煒　烈、鄭恕峰，他們全部後來都先後過檔無線(TVB)。

## 外部連結
- 黃允材網站 - 槍神
- 【艷娜小屋】槍神 Gun and Glory （页面存档备份，存于）
- 豆瓣电影上《槍神》的資料 （简体中文）
- 《槍神》亞洲電視 （页面存档备份，存于）